# Teniel Campbell

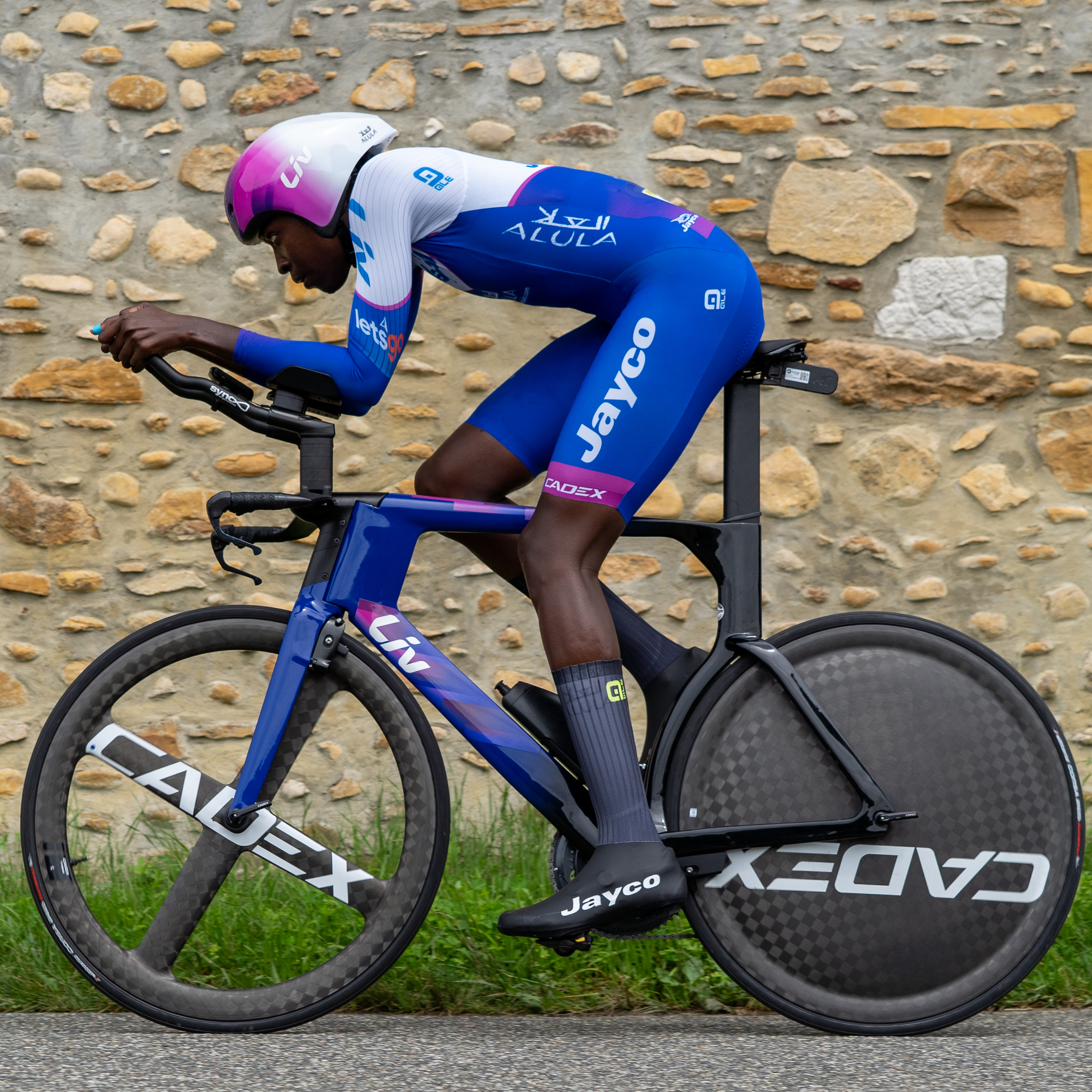
Campbell beim Einzelzeitfahren der Tour de France Femmes 2023

Teniel Campbell (* 23. September 1997 in Hardbargain) ist eine Radrennfahrerin aus Trinidad und Tobago, die bei Rennen auf Straße und Bahn startet. 2019 war sie die erste Radsportlerin ihres Landes, die Medaillen bei einem offiziellen internationalen Wettbewerb gewann. 2021 war sie zudem die erste Frau aus Trinidad und Tobago, die bei Olympischen Spielen im Radsport an den Start ging.

## Sportliche Laufbahn
2015 wurde Teniel Campbell Juniorin-Meisterin ihres Landes in der Einerverfolgung. Im Jahr darauf errang sie die beiden nationalen Titel auf der Straße in Einzelzeitfahren und Straßenrennen der Elite, ebenso bei den karibischen Meisterschaften auf Martinique.
Bei den Zentralamerika- und Karibikspielen 2018 (CAC) im kolumbianischen Barranquilla gewann sie in Scratch und Einerverfolgung auf der Bahn jeweils eine Bronzemedaille. Wenige Tage später holte sie bei den CAC Gold im Straßenrennen, als erste Sportlerin ihres Landes; Im Einzelzeitfahren belegte sie Platz vier. Bei der Flanders Diamond Tour wurde sie Sechste. 2018 startete sie im Einzelzeitfahren der Straßenweltmeisterschaften in Innsbruck und wurde 49. von 51 Starterinnen.
Zum 1. August 2018 erhielt Teniel Campbell einen Vertrag als Stagiaire beim Team Cogeas-Mettler Pro Cycling Team. Damit war sie die erste Sportlerin aus Trinidad und Tobago, die für ein UCI-Team an den Start ging. Im April 2019 gewann sie als Mitglied des WCC Teams der UCI eine Etappe der Tour of Thailand und belegte Rang zwei in der Gesamtwertung. Wenig später wurde sie U23-Panamerikameisterin in Einzelzeitfahren und Straßenrennen, im Zeitfahren der Elite belegte sie Rang fünf, im Straßenrennen Platz drei. Bei den Panamerikaspielen 2019 in Lima errang sie in Zeitfahren und Straßenrennen jeweils die Silbermedaille und damit als erste Radsportlerin aus ihrem Land eine Medaille bei einem offiziellen internationalen Event. 2020 belegte sie zu Beginn der Saison Rang fünf beim Omloop van het Hageland.
Im August 2021 startete Campbell als erste Frau ihres Landes im Straßenrennen der Olympischen Spiele in Tokio, konnte es aber nicht beenden, da sie das Zeitlimit überschritten hatte. Im September gewann sie eine Etappe der Tour Cycliste Féminin International de l’Ardèche, nachdem ihrem Team kurz zuvor alle Räder gestohlen worden waren. Zuvor hatte sie im Straßenrennen der Panamerikameisterschaften Platz drei belegt.

## Verschiedenes
Im Dezember 2018 wurde Teniel Campbell in ihrem Heimatland mit dem Future is female-Award des nationalen Sportverbandes ausgezeichnet,
2019 als „Sportlerin des Jahres“.
Ihr älterer Bruder ist der Radrennfahrer Akil Campbell, Panamerikameister im Scratch des Jahres 2021.

## Erfolge

### Straße
2016
- Meisterin von Trinidad und Tobago – Einzelzeitfahren, Straßenrennen

2018
- Zentralamerika- und Karibikspiele – Straßenrennen

2019
- eine Etappe Tour of Thailand
- U23-Panamerikameisterin – Einzelzeitfahren, Straßenrennen
- Panamerikameisterschaft – Straßenrennen
- Gesamtwertung, zwei Etappen, Punktewertung und Nachwuchswertung Tour de Belle Isle en Terre
- Panamerikaspiele – Straßenrennen, Einzelzeitfahren

2021
- Panamerikameisterschaft – Straßenrennen
- eine Etappe Tour Cycliste Féminin International de l’Ardèche

2022
- Meisterin von Trinidad und Tobago – Einzelzeitfahren, Straßenrennen
- Karibische Meisterin – Einzelzeitfahren

2024
- Meisterin von Trinidad und Tobago – Einzelzeitfahren, Straßenrennen

2025
- Panamerika-Meisterschaften – Straßenrennen, Einzelzeitfahren

### Bahn
2015
- Junioren-Meisterin Trinidad und Tobago – Einerverfolgung

2018
- Zentralamerika- und Karibikspiele – Scratch, Einerverfolgung, Omnium

2022
- Panamerikameisterin – Punktefahren
- Panamerikameisterschaft – Einerverfolgung
- Panamerikameisterschaft – Ausscheidungsfahren

2025
- Meisterin Trinidad und Tobago – Scratch, Einerverfolgung, Omnium
- Panamerika-Meisterin – Scratch
- Panamerika-Meisterschaft – Ausscheidungsfahren